# Robert Notsch
Robert Notsch (* 18. Jänner 1979 in Friesach) ist ein österreichischer Schauspieler, Regisseur und Bühnenbildner.

## Leben
Nach der Matura studierte er zunächst Theaterwissenschaft in Wien. Nebenbei spielte er bereits seit seinem siebten Lebensjahr in verschiedenen Theaterproduktionen.
Die Schauspielausbildung absolvierte Notsch in der Schauspielakademie Elfriede Ott. Unterrichtet wurde er neben Elfriede Ott unter anderen von Rudolf Buczolich, Hilke Ruthner und Helma Gautier.
Nach Auftritten im Theater Drachengasse und am stadtTheater walfischgasse gehört er seit 2010 zum fixen Ensemble des Gloriatheater und spielt dort neben Gerald Pichowetz, Waltraut Haas, Andreas Steppan und vielen anderen bekannten Schauspielern.
Nebenbei inszeniert und schreibt Notsch Theaterstücke, entwickelt Ausstellungen, und entwirft Bühnenbilder.
Neben seiner Tätigkeit am Theater wirkte Notsch in zahlreichen TV- und Filmproduktionen mit. So hatte er unter anderem Auftritte in Die unabsichtliche Entführung der Frau Elfriede Ott, Willkommen in Wien, Schnell ermittelt und Der Winzerkrieg.